# Copestylum comstocki
Copestylum comstocki là một loài ruồi trong họ Ruồi giả ong (Syrphidae). Loài này được Williston mô tả khoa học đầu tiên năm 1887. Copestylum comstocki phân bố ở vùng Tân Nhiệt đới